# Föra-Alböke-Löts församling
Föra-Alböke-Löts församling är en församling i  Norra Ölands pastorat i Kalmar-Ölands kontrakt,  Växjö stift, i Borgholms kommun. 

## Administrativ historik
Församlingen bildades 2006 när man slog ihop Föra församling, Alböke församling och Löts församling. Församlingen ingår sedan bildandet i Norra Ölands pastorat. 

## Kyrkor
- Föra kyrka
- Alböke kyrka
- Löts kyrka